# 이스탄불 포그롬

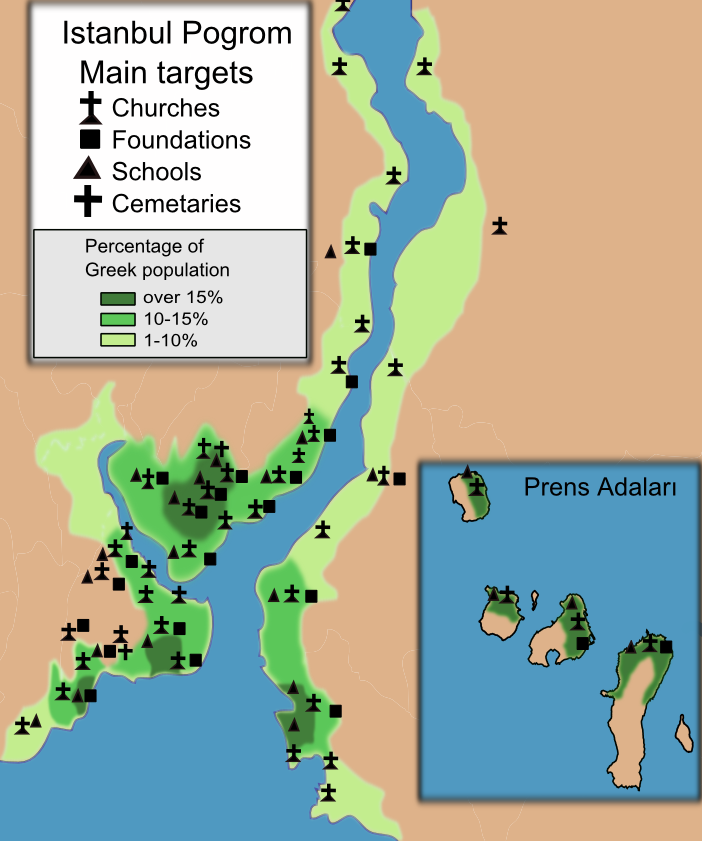
이스탄불 포그롬의 주요 대상

이스탄불 포그롬 혹은 이스탄불 폭동은 1955년 9월 6-7일 이스탄불의 그리스인 집단에 대해 가해진 공격이다. 이스탄불 포그롬은 집권 민주당 등에 의해 은밀하게 조직됐다. 이스탄불 포그롬은 주테살로니키 튀르키예 영사관과 마찬가지로 테살로니키에 소재한 아타튀르크의 생가(현재 아타튀르크 박물관에서 폭탄이 폭발한 사건으로 촉발됐다. 이후 영사관 직원이 체포되어 자신이 폭탄을 설치했음을 자백했으나 튀르키예 언론은 이를 보도하지 않았고 오히려 그리스인이 해당 사건을 일으킨 것으로 추측되는 것처럼 보도하였다. 사망자가 수 십 명 발생했고, 여성 및 소년 강간 피해자가 2-400명 발생했으며 천 명 이상이 부상을 입었다. 그리스인들의 사유 재산, 교회, 공동묘지가 주요 공격 대상이었다.